# Franjo Nevistić
Franjo Nevistić (Šujica, Tomislavgrad, BiH, 2. srpnja 1913. – Buenos Aires, Argentina, 13. lipnja 1984.), bio je hrvatski esejist, novinar i tajnik u kabinetu ministra pravosuđa NDH.

## Životopis
Franjo Nevistić rodio se u Šujici 1913. godine. Rođen je u obitelji Ilije i Ruže (r. Lauš) Nevistić. Osnovnu školu polazio je u rodnome mjestu a srednjoškolsko obrazovanje dobio je u Franjevačkoj klasičnoj gimnaziji na Širokom Brijegu. Pravo je studirao u Zagrebu gdje je i diplomirao, u listopadu 1939. godine. Dana 14. travnja 1937. sudjelovao je u ubojstvu antifašistički opredijeljenog studenta Krste Ljubičića. Sud u Zagrebu mu je izrekao presudu strogog zatvora 22. lipnja iste godine na osam mjeseci. Doktorirao je, 31. listopada 1940. godine, na Pravnom fakultetu u Zagrebu. Od 1941. do 1942. godine boravio je na specijalizaciji u Rimu gdje je istodobno bio tajnikom tamošnjeg poslanstva NDH. Od 1944. godine stožernikom je Sveučilišnog stožera u Zagrebu i glavnim urednikom tjednika Spremnost. U emigraciji je bio glavnim tajnikom Hrvatskog domobrana i Hrvatsko-argentinskog kulturnog kluba. Izdavo je glasilo Hrvatska te je uređivao časopis Studia croatica u kojima je i pisao članke.

## Djela
- Temelji demokracije – Kriza i obnova, Rim, 1971.
- Croacia y la actual crisis de Yugoslavia, Buenos Aires, 1972.
- Croacia y su destino, Buenos Aires, 1977. ↓1
- Za slobodu čovjeka i hrvatskoga naroda: izbor članaka i eseja (1938–1984.), Barcelona-München, 1989.
- književni članci u Danici i Hrvatskoj reviji